# アイヴォ・ワッツ＝ラッセル
アイヴォ・ワッツ＝ラッセル（Ivo Watts-Russell、1954年 - ）は、イギリスの音楽プロデューサーであり、レコード・レーベルの重役。彼はピーター・ケントとともに、インディーズ・レコード・レーベル「4AD」の共同創設者となった。いくつかのレコードをプロデュースしたが、「音楽監督 (musical director)」という用語を好んで使用している。

## 生い立ち
ワッツ＝ラッセルはエディンバラで、デヴィッド・ワッツ＝ラッセル少佐とジーナ・スピノーラ（旧姓ベイカー）の8人の子供の末っ子として生まれた。両親のどちらとも「感情的に関わったことはなく」、「ほとんどビクトリア朝みたいな狂気の雰囲気の中で、ノーサンプトンシャーの荒廃した邸宅で」育った。オウンドル・スクールで教育を受けた。父方の祖父であるコールドストリームガーズのアーサー・エガートン・バーチ大尉（植民地行政官アーサー・ノナス・バーチ卿の息子）は、21歳の時に母親の姓を名乗った。彼女はスタッフォードシャーにあるイラム・ホールの上流家庭であるワッツ＝ラッセル家の出身だった。アーサー・エガートン・ワッツ＝ラッセル大尉はグレンフェル男爵家出身のシルヴィア・グレンフェルと結婚しており、アイヴォ・ワッツ＝ラッセルを通じて戦争詩人ジュリアン・グレンフェルのいとこにあたる。
1977年に、彼はベガーズ・バンケット・レコードがレーベルを立ち上げようとしていたときに参加した。

## キャリア
彼のよく知られた作品の1つは、コクトー・ツインズのデビュー作『ガーランズ』である（コクトー・ツインズの1984年のアルバム『トレジャー』のリード・トラック「アイヴォ」と同名である）。彼はまた、ディス・モータル・コイルを率い、曲を書いたりセレクトして、各曲の担当者の人選を行い、そして時としてキーボードを弾くこともあった。ディス・モータル・コイルの最後のスタジオ・アルバムのリリースから数年後、彼はザ・ホープ・ブリスターというバンドを結成し、プロデュースを行った。『...smile's OK』(1998年) と『Underarms』(1999年)という2枚のアルバムをリリースしている。4ADは最初に『Underarms』を限定版CDとしてリリースしたが、レーベルは2005年に『Underarms and Sideways』として再発し、その2枚目のディスクにはマルクス・ゲントナーによる7つのリミックスが収録されている。

## 晩年
1994年に神経衰弱を患い、1999年に4ADの半分をマーティン・ミルズに売却した。彼はアメリカのサンタフェに移り、現在もそこに住んでいる。